# 回:Walpurgis Night
回:Walpurgis Night là album phòng thu thứ ba của nhóm nhạc nữ Hàn Quốc GFriend. Nó được phát hành vào ngày 9 tháng 11 năm 2020, thông qua Source Music và được phân phối bởi Kakao M. Album có 3 phiên bản khác nhau, bao gồm My Way, My Room và My Girls. Nó có tổng cộng 11 bài hát với "Mago" là bài hát chủ đề. Đây là phần thứ ba và cũng là phần cuối cùng trong chuỗi chủ đề "回" của nhóm.

## Bối cảnh và quảng bá
Vào nửa đêm ngày 12 tháng 10, một thông báo đặt hàng trước đã được đăng tải trên các trang mạng xã hội khác nhau của GFriend cho sự trở lại của nhóm vào ngày 9 tháng 11 với album phòng thu thứ ba 回:Walpurgis Night. Đây là phần thứ ba và cũng là phần cuối cùng trong chuỗi chủ đề "回" của nhóm. Đơn đặt hàng trước cho album được bắt đầu vào ngày 19 tháng 10, tiết lộ thông tin chi tiết về album, bao gồm 3 phiên bản và logo mới của nhóm. Vào ngày 20 tháng 10, nó đã được xác nhận rằng các bài hát phụ trong album sẽ được nhóm biểu diễn lần đầu tiên tại buổi hòa nhạc trực tuyến GFriend C:ON vào ngày 31 tháng 10. Vào ngày 24 tháng 10, nhóm đã phát hành danh sách phát hành nội cho album của nhóm. Danh sách bài hát của 回:Walpurgis Night được phát hành vào 2 ngày sau đó, bao gồm bài hát chủ đề "Mago" cũng như các bài hát trước đó như "Apple", "Crossroads" và "Labyrinth". Vào ngày 27 tháng 10, bộ ảnh concept đầu tiên mang tên "My Way" đã được phát hành, thể hiện bối cảnh thành thị của các thành viên đang làm việc trong trang phục vest. Bộ ảnh concept thứ hai mang tên "My Room" được phát hành vào ngày 28 tháng 10, thể hiện những concept khác nhau theo mong muốn của mỗi thành viên. Bộ ảnh chuyển động cho "My Room" được đăng tải vào tối ngày 28 tháng 10. Vào ngày 29 tháng 10, Source Music đã phát hành bộ ảnh concept cuối cùng mang tên "My Girls". Vào ngày 31 tháng 10, nhóm đã lần đầu tiết lộ và biểu diễn trước các bài hát phụ trong album như "Secret Diary", "Better Me" và "Night Drive" trong buổi hòa nhạc trực tuyến GFriend C:ON. Cùng ngày, các thành viên Eunha và Umji đã giới thiệu một phân đoạn ngắn của bài hát và thể hiện vũ đạo cho "Mago" trên chương trình Knowing Bros. Vào ngày 4 tháng 11, phân đoạn nổi bật cho album đã được đăng tải trên kênh YouTube của Big Hit Entertainment. Đoạn giới thiệu đầu tiên cho video âm nhạc của "Mago" đã được đăng tải vào ngày 6 tháng 11. Đoạn giới thiệu thứ hai được đăng tải vào 2 ngày sau đó.
Album được phát hành vào ngày 9 tháng 11, kèm theo video âm nhạc cho bài hát chủ đề "Mago".

## Sản xuất và sáng tác
Đối với "Mago", Eunha, Yuju và Umji đã tham gia sáng tác và viết lời cho bài hát.
"Secret Diary", "Better Me" và "Night Drive" là các bài hát phụ được chia ra cho các nhóm nhỏ như Yerin và SinB, Sowon và Umji, Eunha và Yuju. Mỗi thành viên đã tham gia sáng tác và viết lời cho bài hát của họ.

## Đánh giá chuyên môn
Beats Per Minute gọi 回:Walpurgis Night là một album thử nghiệm đầy táo bạo, sôi động và đôi khi cho thấy GFriend đã lột bỏ được nỗi u sầu trong 2 bản phát hành trước đó của họ. "Mago" là sự thanh lọc bằng ngọn lửa disco và khám phá sức mạnh của tình yêu bản thân mới tìm thấy, sống trong một không gian tương tự như âm nhạc của The Weeknd – những rung cảm disco lạc quan ngụy trang thứ gì đó đen tối hơn ẩn nấp bên dưới. Khi các cô gái thừa nhận rằng "no more fairytale" (không còn câu chuyện cổ tích nào nữa), họ đang cắt đứt mối quan hệ với một số đau lòng trước đó và cuối cùng đã từ bỏ cuộc đuổi bắt. Khi đoạn điệp khúc bùng nổ với tuyên ngôn "my life is waiting for you!" (cuộc sống của tôi đang chờ đợi bạn!) nó không hướng đến một người cầu hôn trong tương lai mà là phiên bản tốt hơn của chính họ mà họ luôn khao khát. Đây là phong cách tự tin nhất của GFriend và nó có thể là album xuất sắc nhất của nhóm từ trước cho đến nay.

## Danh sách bài hát
| STT              | Nhan đề                                                                                                   | Sáng tác | Sàn xuất                                | Thời lượng |
| ---------------- | --- | --- | --------------------------------------- | ---------- |
| 1.               | "Mago" | FRANTS "hitman" bang Kyler Niko Paulina Cerrilla Eunha Cho Yoon-kyung Yuju Alice Vicious Cazzi Opeia Ellen Berg JADED JANE Noisy Citizen Justin Reinstein JJean Umji                           | FRANTS                                  | 3:19       |
| 2.               | "Love Spell"                                                                                              | FRANTS Maria Marcus "hitman" bang Misung (VoidheaD) ZNEE (Flying Lab) | FRANTS                                  | 3:08       |
| 3.               | "Three of Cups"                                                                                           | Noh Joo-hwan Lee Won-jong Kim Jung-u Mayu Wakisaka | Noh Joo-hwan Lee Won-jong               | 3:28       |
| 4.               | "GRWM" | Son Young-jin (MosPick) Yeahnice (MosPick) Ferdy (MosPick) JayJay (MosPick) | MosPick                                 | 3:30       |
| 5.               | "Secret Diary" (Yerin và SinB)                                                                            | Noh Joo-hwan Woong Kim Andreas Oberg Simon Petren Yerin SinB | Noh Joo-hwan                            | 3:13       |
| 6.               | "Better Me" (Sowon và Umji)                                                                               | SCORE (13) MEGATONE (13) LUKE (13) Umji Sowon | 13                                      | 3:01       |
| 7.               | "Night Drive" (Eunha và Yuju)                                                                             | Noh Joo-hwan Yuju Eunha | Noh Joo-hwan                            | 3:27       |
| 8.               | "Apple"                                                                                                   | FRANTS Pdogg "hitman" bang Hwang Hyun (MonoTree) Eunha Hannah Robinson Richard Phillips Alex Nese Chendy Yuju Noh Joo-hwan Kim Jin (Makeumine Works) Gu Yeo-reum (Makeumine Works) Lee Seu-ran | FRANTS Pdogg "hitman" bang              | 3:27       |
| 9.               | "Crossroads" (교차로; Gyocharo)                                                                           | Noh Joo-hwan Lee Won-jong | Noh Joo-hwan Lee Won-jong               | 3:23       |
| 10.              | "Labyrinth"                                                                                               | "hitman" bang Cho Yoon-kyung Noh Joo-hwan ADORA Sophia Pae | Noh Joo-hwan "hitman" bang Lee Won-jong | 3:21       |
| 11.              | "Wheel of the Year" (앞면의 뒷면의 뒷면; Ammyeon-ui dwinmyeon-ui dwinmyeon: lit. The back's back's front) | Hwang Hyun (MonoTree) Mayu Wakisaka | Hwang Hyun (MonoTree)                   | 3:48       |
| Tổng thời lượng: | Tổng thời lượng:                                                                                          | Tổng thời lượng: | Tổng thời lượng:                        | 37:05      |

## Bảng xếp hạng
| Bảng xếp hạng (2020)  | Vị trí cao nhất |
| --------------------- | --------------- |
| Album Hàn Quốc (Gaon) | 3               |

| Bảng xếp hạng (tháng 11 năm 2020) | Vị trí |
| --------------------------------- | ------ |
| Album Hàn Quốc (Gaon)             | 19     |

## Giải thưởng
| Phê bình/Xuất bản        | Danh sách                                                           | Vị trí | Nguồn  |
| ------------------------ | ------------------------------------------------------------------- | ------ | ------ |
| South China Morning Post | 15 đĩa đơn xuất sắc nhất của các nhóm nhạc K-pop năm 2020           | 1      | [ 26 ] |
| South China Morning Post | 15 album hàng đầu từ các nhóm nhạc K-pop năm 2020                   |        | [ 27 ] |
| Time                     | Những album định hình năm vĩ đại của K-pop vào năm 2020             |        | [ 28 ] |
| Billboard                | 20 bài hát K-pop xuất sắc nhất năm 2020: Lựa chọn của giới phê bình | 4      | [ 29 ] |
| Rolling Stone India      | 10 album K-pop xuất sắc nhất năm 2020                               | 4      | [ 30 ] |
| Buzzfeed                 | Những bài hát K-pop xuất sắc nhất năm 2020                          | 4      | [ 31 ] |
| Medium                   | 20 bài hát K-pop xuất sắc nhất năm 2020                             | 6      | [ 32 ] |
| Reddit                   | 50 video âm nhạc hàng đầu K-Pop xuất sắc nhất năm 2020              | 7      | [ 33 ] |
| Dazed                    | 40 bài hát K-pop xuất sắc nhất năm 2020                             | 9      | [ 34 ] |
| Paper                    | 40 bài hát K-pop xuất sắc nhất năm 2020                             | 12     | [ 35 ] |
| Don't Bore Us            | 10 bài hát K-pop từ năm 2020                                        |        | [ 36 ] |
| Genius Korea             | Những album được yêu thích nhất của cộng đồng Genius Korea năm 2020 |        | [ 37 ] |

| Tên bài hát | Tên chương trình | Kênh    | Ngày phát sóng    | Nguồn  |
| ----------- | ---------------- | ------- | ----------------- | ------ |
| "Mago"      | The Show         | SBS MTV | 17 tháng 11, 2020 | [ 38 ] |
| "Mago"      | Show Champion    | MBC M   | 18 tháng 11, 2020 | [ 39 ] |